# Château de Hirschstein
Le château de Hirschstein est un château saxon dans l'arrondissement de Meissen situé sur une hauteur de 25 mètres au-dessus de la rive gauche de l'Elbe, près de Diesbar-Seußlitz.

## Histoire
Un château fort est édifié à cet endroit en 1205. Il est nommé Nau Hirstein dans les sources du XVIe siècle. Le conseiller secret à la cour de Saxe, Hartmann Pistoris von Hirschtein (1543-1603) l'acquiert en 1590. Il est agrandi et rebâti au XVIIe siècle, tandis que le village alentour voit croître sa population. Il fait partie d'un domaine plus important qui comprend les villages d'Althirschstein, Böhla, Bahra, Blattersleben, Fichtenberg, Kobeln, Leckwitz, Weissig et Windorf.
Les autorités de la Schutzstaffel y emprisonnent Léopold III et la famille royale de Belgique à partir de juin 1944, jusqu'au 6 mars 1945. L'Armée rouge s'y installe ensuite et y ouvre un hôpital militaire.
Le château est transformé par les autorités de la future république démocratique allemande en maison de convalescence pour l'enfance jusqu'en 1955, puis en sanatorium et en hôpital.

## Source
- (de) Cet article est partiellement ou en totalité issu de l’article de Wikipédia en allemand intitulé « Schloss Hirschstein » (voir la liste des auteurs).